# Pistolet maszynowy S&W Model 76
S&W Model 76 – amerykański pistolet maszynowy wzorowany na szwedzkim Carl Gustaf m/45.

## Historia
W początkowym okresie wojny wietnamskiej CIA i US Navy, które potrzebowały prostej w obsłudze i taniej broni dla tworzonych w Wietnamie grup samoobrony CIDG zakupiły duże ilości pistoletów maszynowych m/45. Egzemplarze zakupione przez CIA były używane jako Swedish K. Po zwiększeniu ilości amerykańskich żołnierzy w Wietnamie w 1964 roku rząd szwedzki odmówił sprzedaży następnych partii m/45.
Po fiasku kolejnej próby nabycia pm m/45 w Szwecji US Navy rozpoczęła poszukiwania broni o zbliżonych parametrach. W 1967 roku firma Smith & Wesson zaproponowała US Navy swój pm oznaczony jako Model 76. Była to broń wyraźnie wzorowana na m/45, różniąca się zastosowaniem mechanizmu spustowego z przełącznikiem rodzaju ognia. Pomimo że Model 76 był bronią porównywalną z m/45 US Navy nie zdecydowała się na zakupy większej ilości tej broni. W efekcie głównymi odbiorcami tej broni stali się użytkownicy cywilni i policja. Z powodu słabego zainteresowania produkcję pm Model 76 zakończono w 1974 roku po wyprodukowaniu kilku tysięcy pistoletów maszynowych tego typu. Później małoseryjna produkcję S&W Model 76 uruchomiła firma MK Arms. Produkowała ona samopowtarzalną wersję tego pm oznaczoną jako MK-760. Model 76 był także podstawą do skonstruowania eksperymentalnego pistoletu firmy S&W zasilanego amunicja bezłuskową.

## Opis
Model 76 był bronią samoczynno-samopowtarzalną działającą na zasadzie odrzutu zamka swobodnego, strzelającą z zamka otwartego. Komora zamkowa rurowa, chwyt pistoletowy i gniazdo magazynka tłoczone. Zasilanie broni z dwurzędowych magazynków o pojemności 36 naboi. Przełącznik rodzaju ognia/bezpiecznik umieszczony po obu stronach komory spustowej. Rękojeść przeładowania po prawej stronie broni. Lufa otoczona perforowaną osłoną z blachy. Przyrządy celownicze mechaniczne składają się z muszki i celownika przerzutowego. Kolba wygięta z płaskownika składana na lewą stronę broni.